# Fernand Cormon

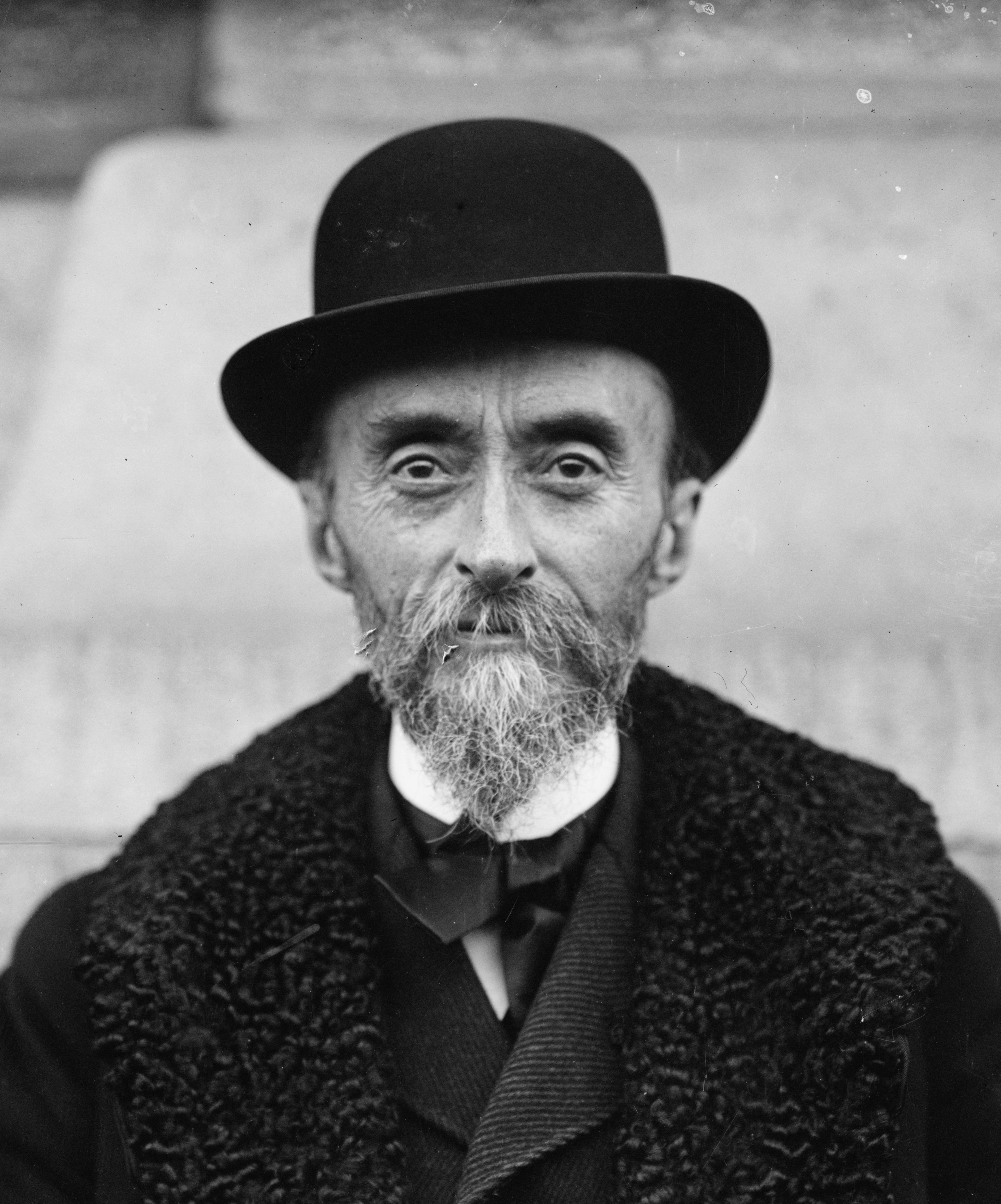
Fernand Cormon (um 1910/15)

Fernand Cormon, eigentlich Fernand-Anne Piestre Cormon, (* 24. Dezember 1845 in Paris; † 20. März 1924 ebenda) war ein französischer Maler und Leiter der privaten Malschule Atelier Cormon. Zu seiner Zeit war er ein bekannter Historienmaler in Frankreich, der häufig religiöse Themen malte und sich später gelegentlich der Porträtmalerei zuwandte. Sein Malstil ist dem akademischen Realismus zuzuordnen.

## Leben und Wirken

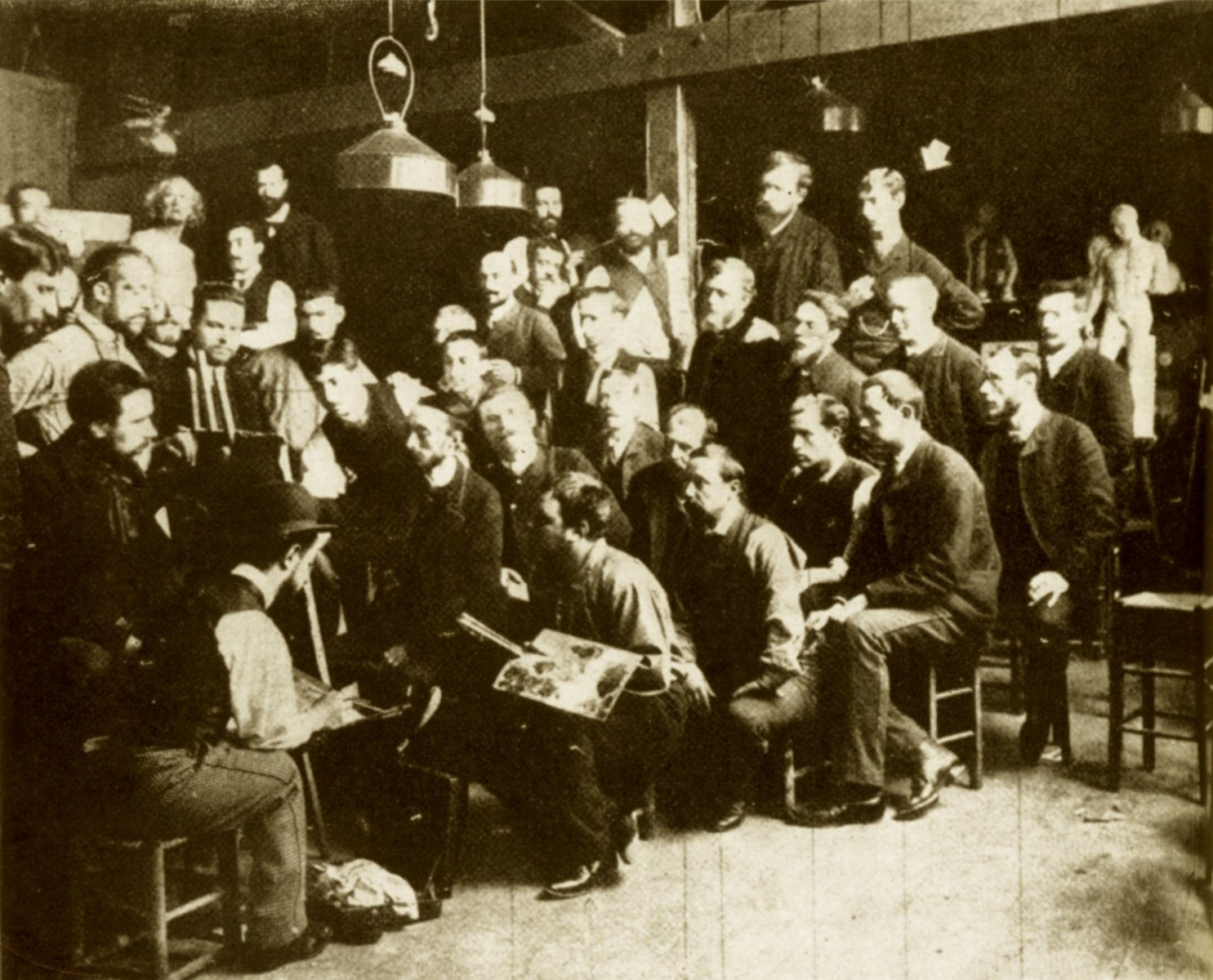
Das Atelier Cormon, etwa 1884/85. Cormon an der Staffelei, links Toulouse-Lautrec, rechts oben (siehe Pfeil) Bernard

Seine Malstudien begann Cormon in Brüssel bei Jean-François Portaels. Im Jahr 1863 kehrte er nach Paris zurück, wo er Schüler von Alexandre Cabanel und Eugène Fromentin wurde. Cormon verließ in seinen Werken nie die akademische Linie. Er stellte seit 1868 im Salon de Paris aus und leitete in den 1880er Jahren seine private Kunstschule, das Atelier Cormon, wo er seine Schüler in einer Malerei unterwies, die von der Jury des Salons anerkannt wurde. Unter seinen Schülern, die dieses Ziel nicht erreichten, weil ihre malerischen Intentionen vom vorgegebenen Stil des Salons abwichen, waren unter anderem Henri de Toulouse-Lautrec, Louis Anquetin, Eugène Boch, Émile Bernard und Vincent van Gogh.
1880 wurde Cormon in die Ehrenlegion aufgenommen. Er unternahm Reisen nach Tunesien und in die Bretagne. Cormon wurde 1898 Leiter an der École nationale supérieure des beaux-arts und Mitglied der Académie des Beaux-Arts. Henri Matisse, der unter Cormons Vorgänger Gustave Moreau die École besucht hatte, musste sie 1899 wegen Unstimmigkeiten mit Cormon verlassen. 1902 wurde er zum assoziierten Mitglied der Académie royale des Sciences, des Lettres et des Beaux-Arts de Belgique gewählt.

## Werk

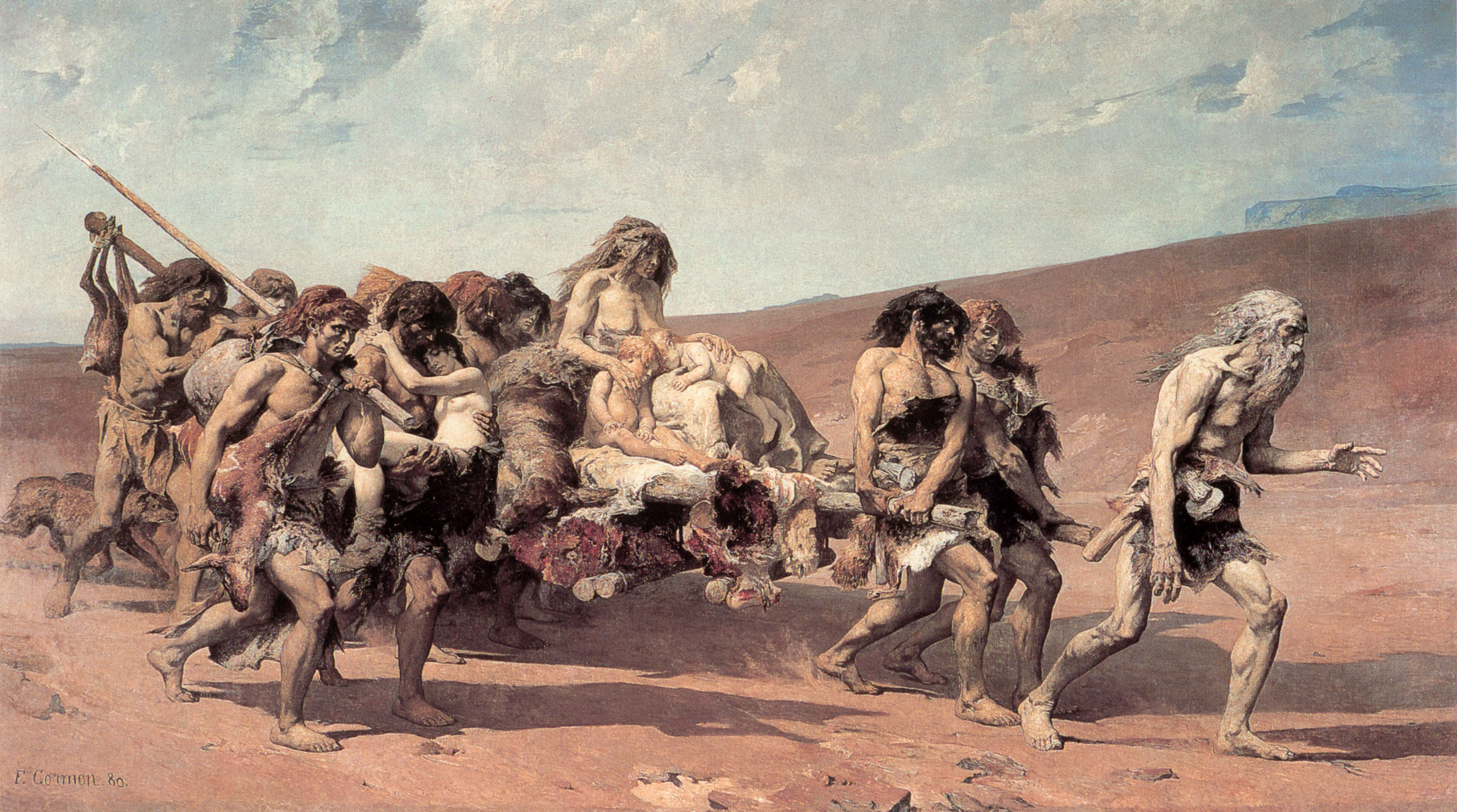
Cormon: Caïn, 1880.

Fernand Cormon war, neben in dunklen, durch Schlaglichter erhellten Sujets des modernen Lebens, spezialisiert auf biblische und prähistorische Szenen. In dem in Öl auf Leinwand gemalten Bild Caïn (Kain) mit den Maßen 384 × 700 cm, das im Jahr 1880 die Sensation des Salons war, illustrierte er einen Vers aus La legende des siècles (Die Legende der Jahrhunderte) von Victor Hugo: „Als Kain mit seinen in Tierfelle gehüllten Kindern, mit wirrem Haar, bleich mitten in den Stürmen, vor Jehova floh, / da es Abend wurde, kam der finstere Mann in einer großen Ebene an den Fuß eines Gebirges [...]“. Für dieses Werk arbeitete er jede Figur nach Modell und studierte für deren Ausstaffierung die Ergebnisse archäologischer Forschung. Das Gemälde wurde vom französischen Staat erworben und befindet sich heute im Musée d’Orsay in Paris.

Gemälde (Auswahl)
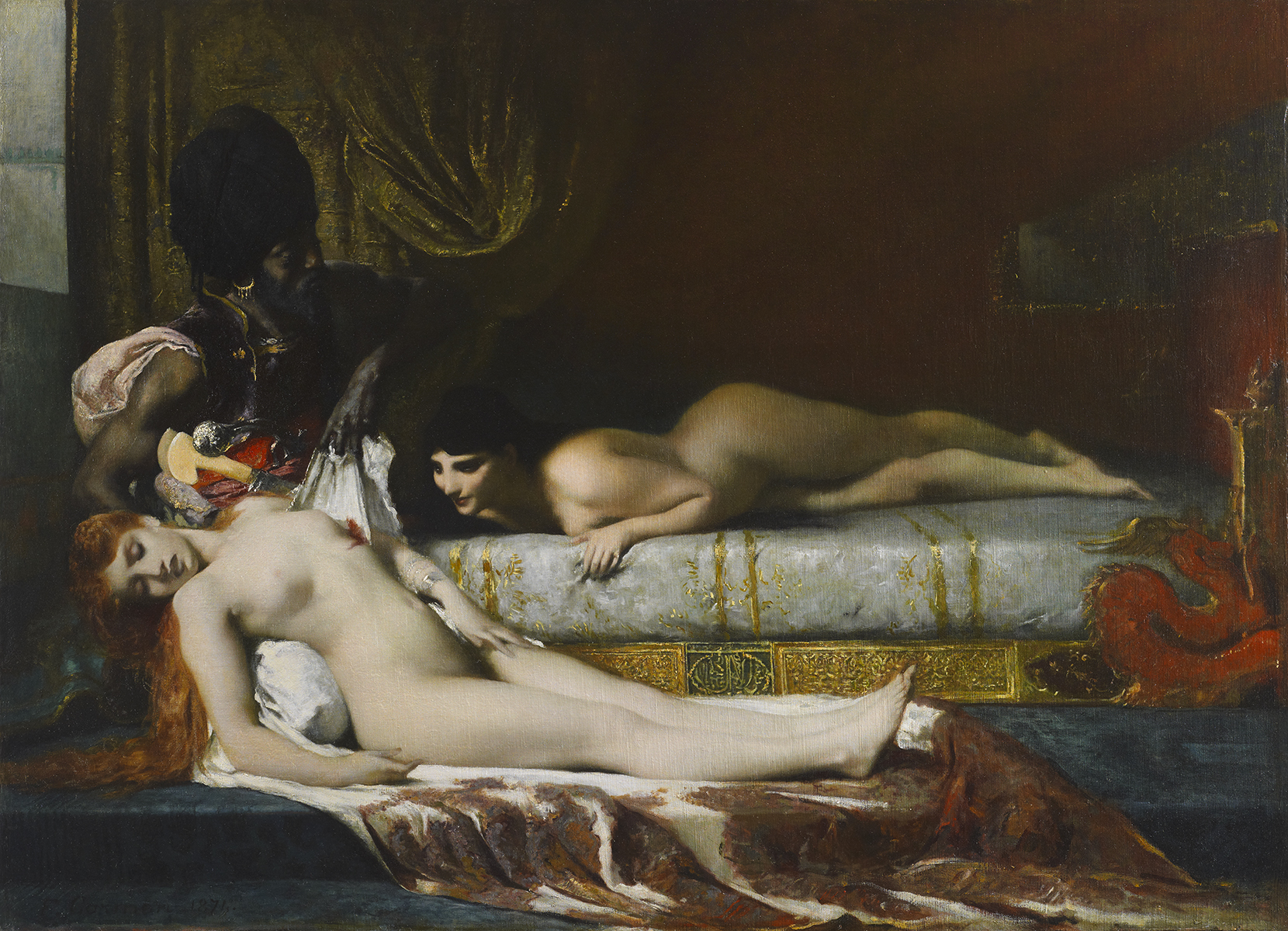
Meurtre au sérail (1874), Musée des Beaux-Arts et d’Archéologie de Besançon.
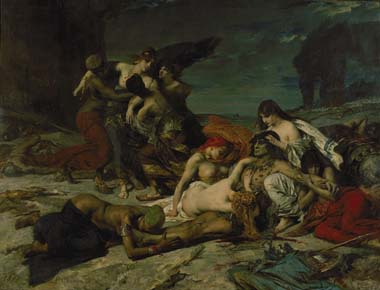
Mort de Râvana (1875), Musée des Augustins, Toulouse.
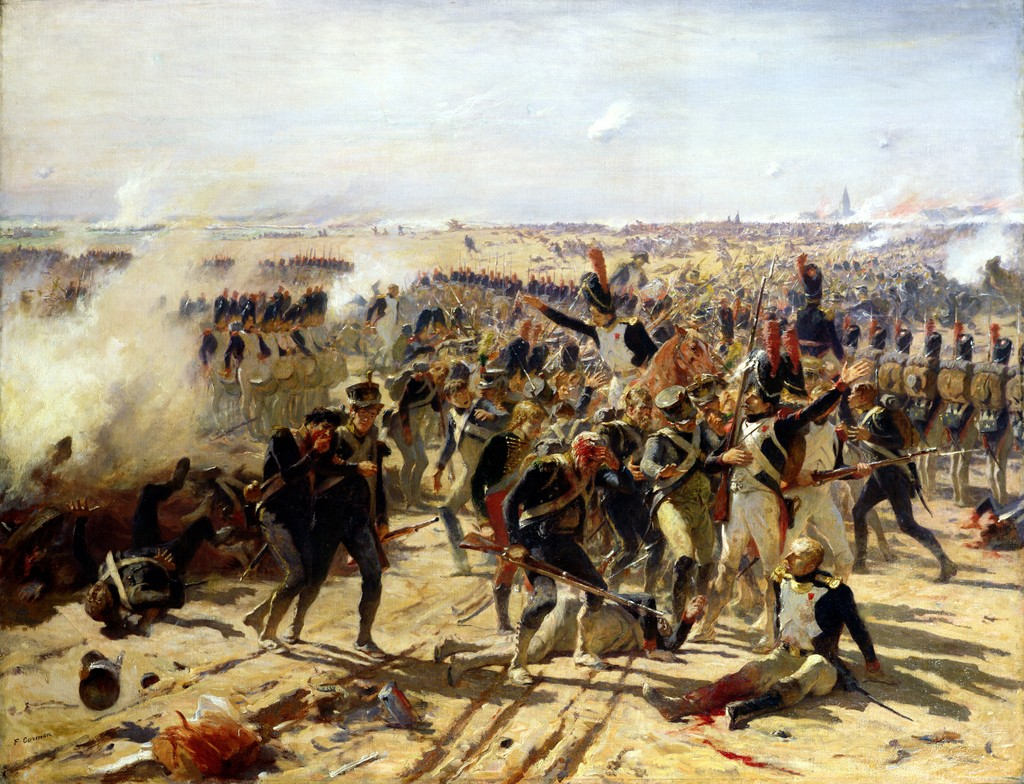
La Bataille d'Essling, Musée des beaux-arts de Mulhouse.
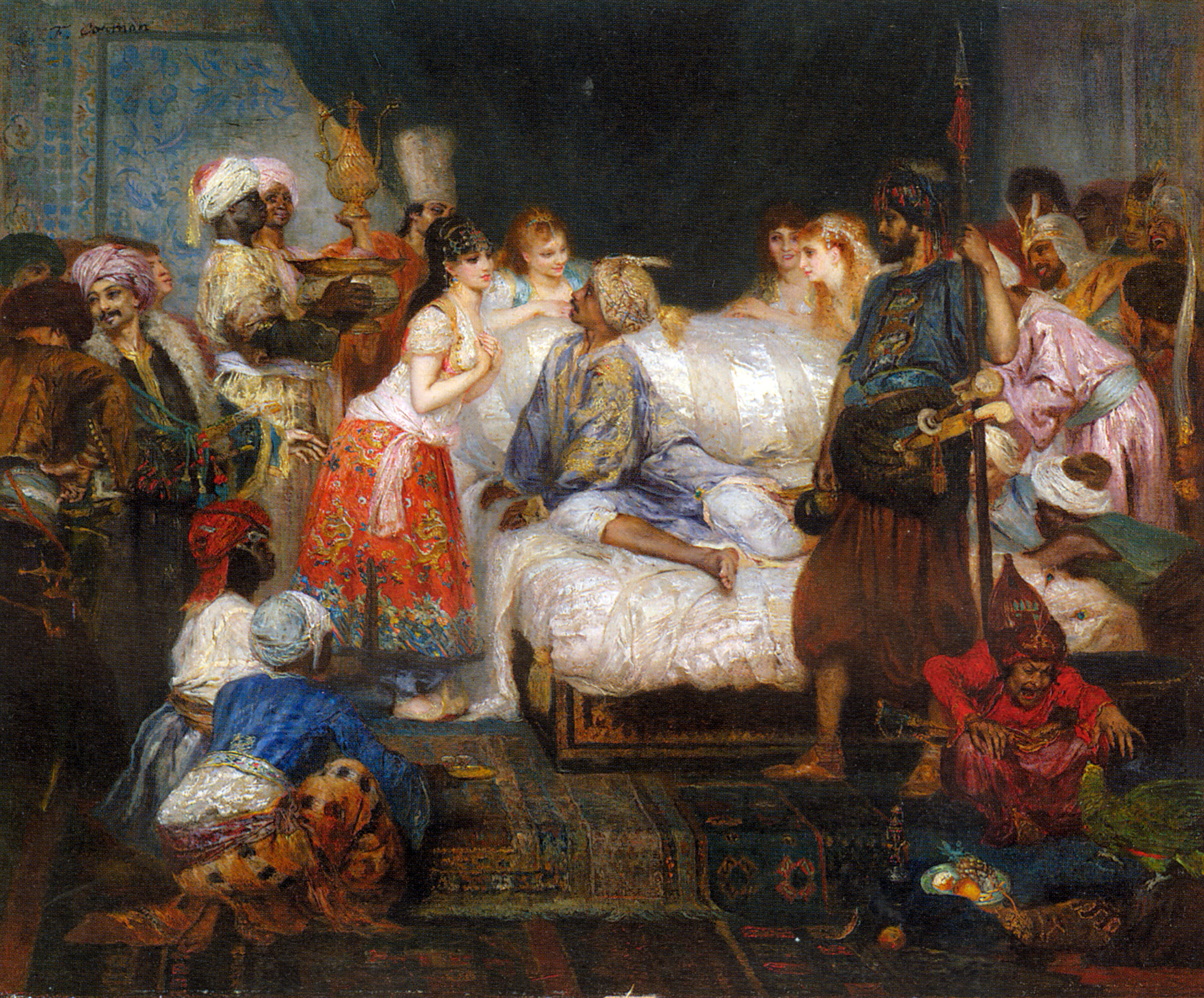
Le harem, scène des Mille et Une nuits, (um 1877), Musée d’art et d’histoire de Narbonne
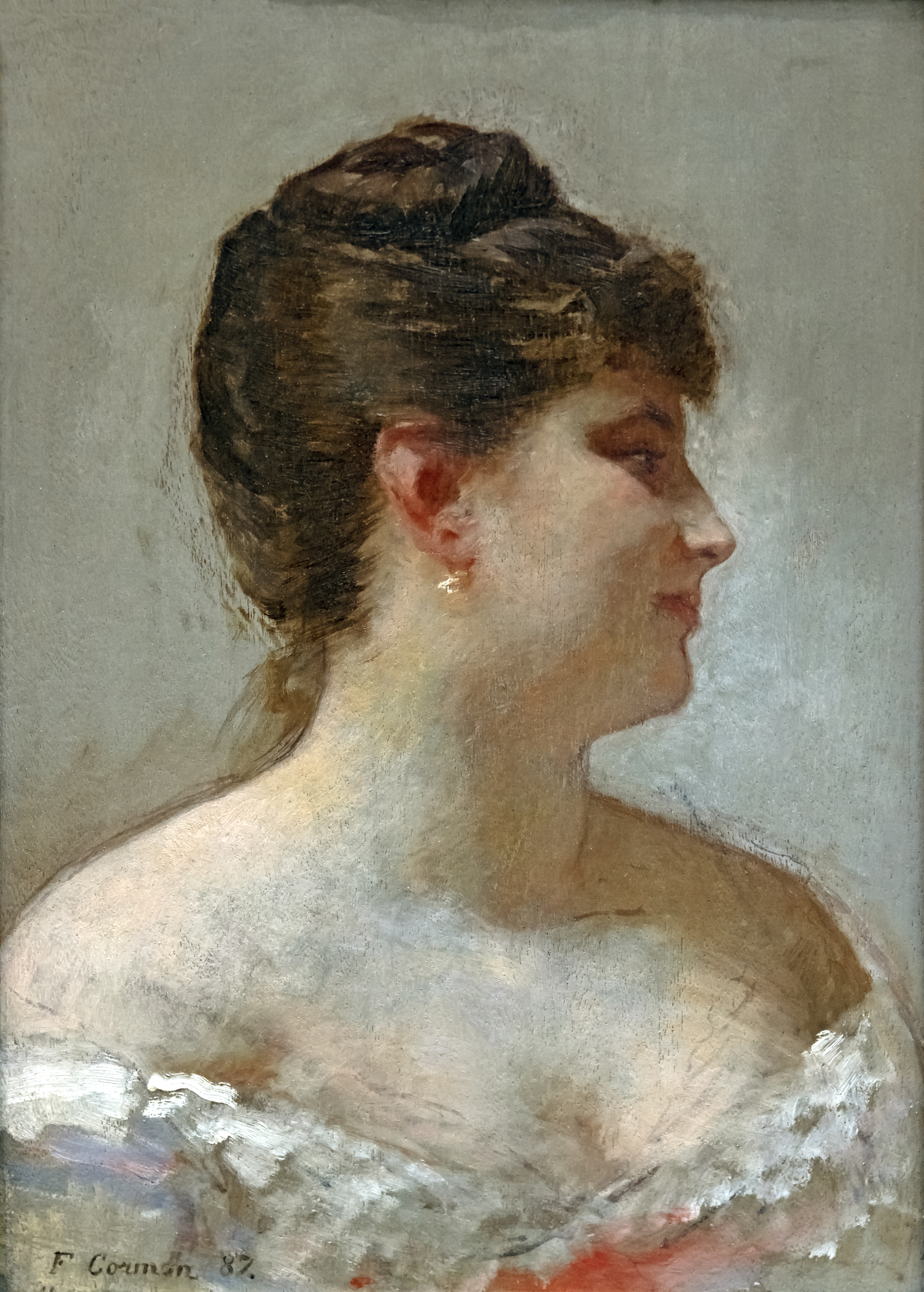
Portrait de Madame Cormon (1887), Musée des Beaux-Arts de Carcassonne.
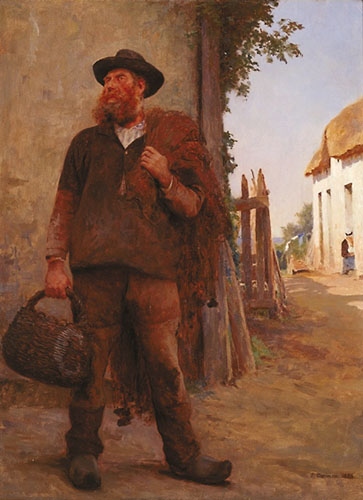
Avant la pêche (1888), Musée des beaux-arts de Quimper.
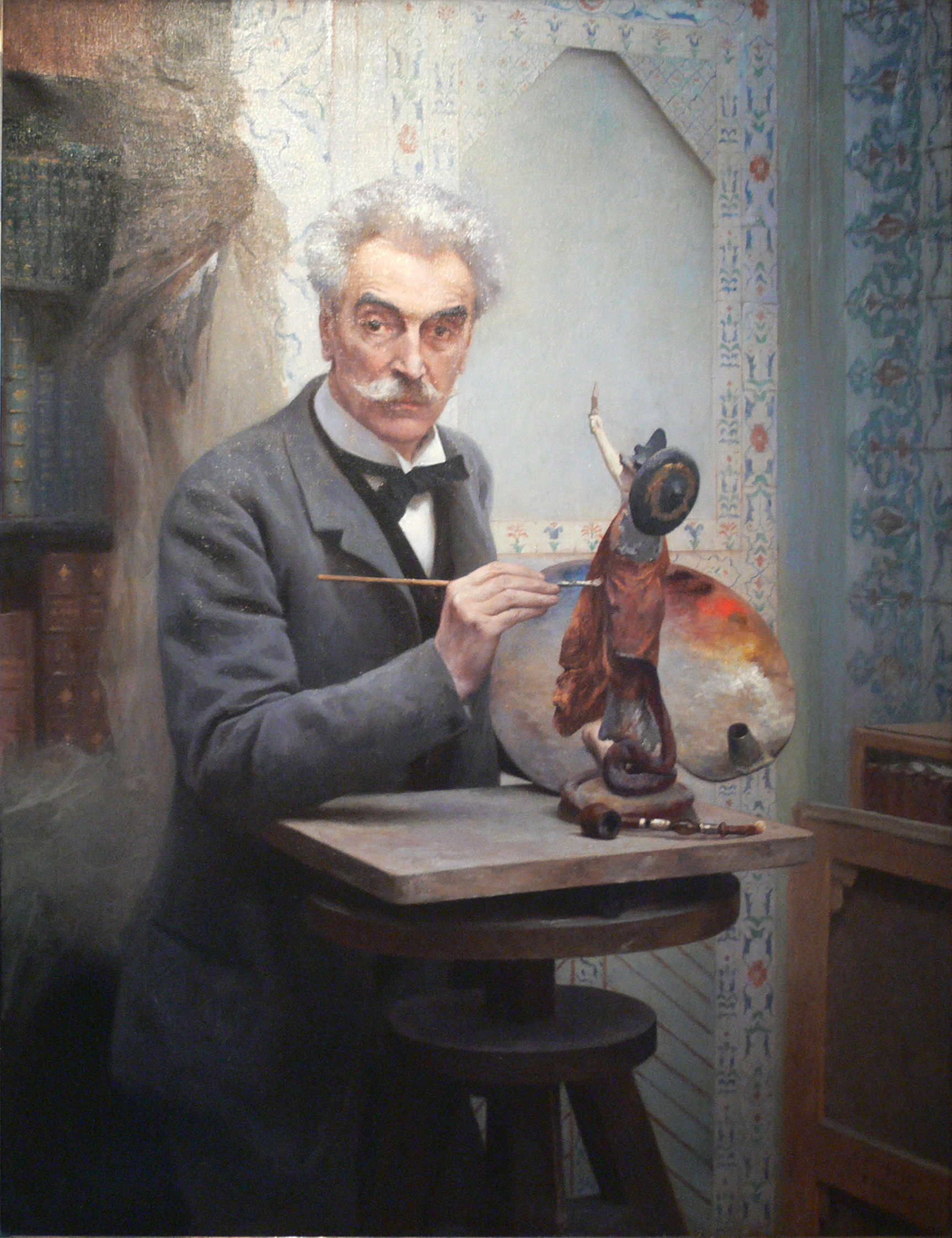
Le Sculpteur au travail, Gérôme dans son atelier (1891), Musée Georges-Garret, Vesoul.

## Schüler (Auswahl)
| - Maurice Adrey (1899–1950) - Pierre Almes (1880–1944) - Louis Anquetin (1861–1932) - Armand Assus (1892–1977) - Louis Berthomme Saint-André (1905–1977) - Adolphe Beaufrère (1876–1960) - Hans Otto Baumann (1862–1927) - Charles-Pierre Bernard (1882–1961) - Émile Bernard (1868–1941) - Eugène Boch (1855–1941) - Jacques Bonneaud (1889–1971) - Marius Borgeaud (1861–1924) - Viktor Borisov-Musatov (1870–1905) - Georges Bottini (1874–1907) - Maurice Brianchon (1899–1979) - Sever Burada (1896–1968) - Omer Désiré Bouchery (1882–1962) - Louis Bouquet (1885–1952) - George Hendrik Breitner (1857–1923) - Victor Brugairolles (1869–1936) - Marius de Buzon (1879–1958) - Ibrahim Çalli (1882–1960) - Achille Cesbron (1849–1913) - Auguste-Élysée Chabaud (1882–1955) - Eugène-Louis Chayllery (1854–1926) - Georges Chénard-Huché (1864–1937) - Émile Claro (1897–1977) | - Heitor Cramêz (1889–1967) - Albert Decaris (1901–1988) - Louise De Hem (1866–1922) - Lucien-Victor Delpy (1898–1967) - Guillaume Desgranges (1886–1976) - Paul Élie Dubois (1886–1949) - Thorvald Erichsen (1868–1939) - Louis Fernez (1900–1984) - Augustin Ferrando (1880–1957) - Louis Floutier (1882–1936) - Constantin Font (1890–1954) - Jules Charles Dominique Fouqueray (1869–1956) - Pierre Frailong (1886–1961) - Jean Frélaut (1879–1954) - Jean Génasi - Alphonse Germain-Thill (1873–1925) - Octave Denis Victor Guillonnet - Robert Raoul André Guinard (1889–1892) - Jean de la Hougue - André Lambert (1884–1967) - Charles Laval (1861–1894) - Victor Le Baube (1859–1933) - Włodzimierz Łuskina (1849–1894) - Robert Mahias (1890–1962) - Emmanuel Mané-Katz (1894–1962) - Ödön Márffy (1878–1959) | - Maurice Marinot (1882–1960) - Henri Marret (1878–1964) - Lucien Martial (1892–1987) - Henri Matisse (1869–1954) - Louis Agricol Montagné (1879–1960) - Louis Muraton (1850–1901) - Alphonse Osbert (1857–1939) - Henri Person (1876–1926) - Fernand Piet (1869–1942) - Benjamin Liepman Prins (1860–1934) - Léon-Gustave Ravanne (1854–1904) - Francis Renaud (1887–1973) - Nicholas Roerich (1874–1947) - John Peter Russell (1858–1930) - François Salvat (1892–1976) - Édouard-Marcel Sandoz (1881–1971) - Gaylord Truesdell Sangston (1850–1899) - Lucien-Victor Guirand de Scevola (1871–1950) - Boris Schatz (1866–1932) - Chaïm Soutine (1893–1943) - Edmond Tapissier (1861–1943) - Henri de Toulouse-Lautrec (1864–1901) - Vincent van Gogh (1853–1890) - Henri Villain (1878–1938) - Jacques Villon (1875–1963) - Hubert Vos (1855–1935) - José Wolff (1885–1964) - Otto Wyler (1887–1965) - Jules-Émile Zingg (1882–1942) |